# Hugo Lapalus
Hugo Lapalus (* 9. Juli 1998 in Annecy) ist ein französischer Skilangläufer.

## Werdegang
Lapalus nahm bis 2018 an U18 und U20-Rennen im Alpencup teil und gewann dabei in der Saison 2017/18 die U20-Gesamtwertung und belegte in der Saison 2016/17 den achten Platz in der U20-Gesamtwertung. Bei den Junioren-Skiweltmeisterschaften 2016 in Râșnov holte er die Bronzemedaille mit der Staffel und errang zudem über 15 km Freistil den 36. Platz. Im folgenden Jahr gewann er bei den Junioren-Skiweltmeisterschaften in Soldier Hollow erneut die Bronzemedaille mit der Staffel. In den Einzelrennen dort wurde er Siebter über 10 km Freistil und Sechster im Skiathlon. Bei den Junioren-Skiweltmeisterschaften 2018 in Goms lief er jeweils auf den achten Platz im Skiathlon und über 10 km klassisch und auf den vierten Rang mit der Staffel. Zu Beginn der Saison 2018/19 startete er in Valdidentro erstmals im Alpencup und belegte dabei den 11. Platz über 15 km Freistil und den zehnten Rang im 15-km-Massenstartrennen. Es folgten vier Top-Zehn-Platzierungen, darunter Platz eins über 15 km Freistil und Rang drei im anschließenden Verfolgungsrennen in Le Brassus und erreichte damit den fünften Platz in der Gesamtwertung des Alpencups. Bei den U23-Weltmeisterschaften 2019 in Lahti kam er auf den 21. Platz im 30-km-Massenstartrennen und auf den 15. Rang über 15 km Freistil. Im März 2019 nahm er in Falun erstmals am Weltcup teil und belegte dabei den 46. Platz über 15 km Freistil. Nachdem er zu Beginn der Saison 2019/20 in Pokljuka über 15 km Freistil sein zweites Rennen im Alpencup gewonnen hatte, holte er in Davos mit dem 23. Platz über 15 km Freistil seine ersten Weltcuppunkte. Bei den U23-Weltmeisterschaften 2020 in Oberwiesenthal gewann er die Bronzemedaille über 15 km klassisch. Zudem errang er dort den 13. Platz im 30-km-Massenstartrennen und den sechsten Platz mit der Staffel. 
In der Saison 2020/21 belegte Lapalus den 37. Platz beim Ruka Triple und mit zwei Top-Zehn-Platzierungen, den zehnten Platz bei der Tour de Ski 2021. Bei den U23-Weltmeisterschaften 2021 in Vuokatti gewann er die Goldmedaille über 15 km Freistil und bei den Nordischen Skiweltmeisterschaften 2021 in Oberstdorf die Bronzemedaille mit der Staffel. Zudem lief er dort auf den 21. Platz über 15 km Freistil. Zum Saisonende errang er im Engadin den 26. Platz im 15-km-Massenstartrennen und den 45. Platz in der Verfolgung und erreichte abschließend den 24. Platz im Gesamtweltcup und den 21. Rang im Distanzweltcup. In der folgenden Saison 2021/22 kam er mit drei Top-Zehn-Platzierungen und Rang 15 bei der Tour de Ski 2021/22, auf den 27. Platz im Gesamtweltcup. Beim Saisonhöhepunkt, den Olympischen Winterspielen 2022 in Peking, holte er die Bronzemedaille mit der Staffel. Zudem wurde er dort über 15 km klassisch und im Teamsprint jeweils Siebter.

## Siege bei Continental-Cup-Rennen
| Nr. | Datum            | Ort        | Disziplin      | Serie    |
| --- | ---------------- | ---------- | -------------- | -------- |
| 1.  | 2. März 2019     | Le Brassus | 15 km Freistil | Alpencup |
| 2.  | 8. Dezember 2019 | Pokljuka   | 15 km Freistil | Alpencup |

## Teilnahmen an Weltmeisterschaften und Olympischen Winterspielen

### Olympische Spiele
- 2022 Peking: 3. Platz Staffel, 7. Platz Teamsprint klassisch, 7. Platz 15 km klassisch

### Nordische Skiweltmeisterschaften
- 2021 Oberstdorf: 3. Platz Staffel, 21. Platz 15 km Freistil
- 2023 Planica: 4. Platz Staffel, 11. Platz 15 km Freistil, 16. Platz 30 km Skiathlon, 26. Platz 50 km klassisch Massenstart
- 2025 Trondheim: 4. Platz Staffel, 11. Platz 10 km klassisch, 11. Platz 20 km Skiathlon, 16. Platz 50 km Freistil Massenstart

## Platzierungen im Weltcup

### Weltcup-Statistik
Die Tabelle zeigt die erreichten Platzierungen im Einzelnen.
- 1.–3. Platz: Anzahl der Podiumsplatzierungen
- Top 10: Anzahl der Platzierungen unter den ersten zehn
- Punkteränge: Anzahl der Platzierungen innerhalb der Punkteränge
- Starts: Anzahl gelaufener Rennen in der jeweiligen Disziplin
- Hinweis: Bei den Distanzrennen erfolgt die Einordnung gemäß FIS.

| Platzierung               | Distanzrennen a | Distanzrennen a | Distanzrennen a | Distanzrennen a | Distanzrennen a | Skiathlon Verfolgung | Sprint | Etappen- rennen b | Gesamt | Team   | Team    |
| Platzierung               | ≤ 5 km          | ≤ 10 km         | ≤ 15 km         | ≤ 30 km         | > 30 km         | Skiathlon Verfolgung | Sprint | Etappen- rennen b | Gesamt | Sprint | Staffel |
| ------------------------- | --------------- | --------------- | --------------- | --------------- | --------------- | -------------------- | ------ | ----------------- | ------ | ------ | ------- |
| 1. Platz                  |                 |                 |                 |                 |                 |                      |        |                   |        |        |         |
| 2. Platz                  |                 |                 |                 |                 |                 |                      |        |                   |        |        |         |
| 3. Platz                  |                 | 1               |                 | 1               |                 |                      |        | 2                 | 4      |        |         |
| Top 10                    |                 | 11              | 5               | 6               |                 | 5                    |        | 3                 | 30     |        | 2       |
| Punkteränge               |                 | 25              | 22              | 16              | 2               | 15                   | 1      | 5                 | 86     |        | 5       |
| Starts                    |                 | 25              | 26              | 17              | 3               | 17                   | 19     | 7                 | 114    |        | 5       |
| Stand: Saisonende 2024/25 |                 |                 |                 |                 |                 |                      |        |                   |        |        |         |

### Weltcup-Gesamtplatzierungen
| Saison  | Gesamt | Gesamt | Distanz | Distanz |
| Saison  | Punkte | Platz  | Punkte  | Platz   |
| ------- | ------ | ------ | ------- | ------- |
| 2019/20 | 106    | 52.    | 96      | 36.     |
| 2020/21 | 292    | 24.    | 188     | 21.     |
| 2021/22 | 223    | 27.    | 159     | 22.     |
| 2022/23 | 684    | 26.    | 510     | 14.     |
| 2023/24 | 1201   | 9.     | 931     | 7.      |
| 2024/25 | 1388   | 7.     | 1118    | 3.      |